# Goormaghtighs förmodan
Goormaghtighs förmodan är en förmodan inom talteori uppkallad efter den belgiske matematikern René Goormaghtigh. Förmodan säger att de enda heltalslösningarna till
{\displaystyle {\frac {x^{m}-1}{x-1}}={\frac {y^{n}-1}{y-1}}}
som uppfyller x > y > 1 och m, n > 2 är
- (x, y, m, n) = (5, 2, 3, 5) och
- (x, y, m, n) = (90, 2, 3, 13).[1]

Detta kan också formuleras som att 31 och 8191 är de enda tal som skrivs med endast ettor (minst tre) i två olika baser.
{\displaystyle 31={\frac {2^{5}-1}{2-1}}={\frac {5^{3}-1}{5-1}}}
{\displaystyle 8191={\frac {2^{13}-1}{2-1}}={\frac {90^{3}-1}{90-1}}}
De indiska matematikerna Ramachandran Balasubramanian och Tarlok Nath Shorey bevisade 1980 att det bara kan förekomma ett ändligt antal lösningar till ekvationen. Däremot är problemet som helhet fortfarande olöst.